# مارشا استراسمن
مارشا استراسمن (انگلیسی: Marcia Strassman; ۲۸ آوریل ۱۹۴۸ – ۲۴ اکتبر ۲۰۱۴) هنرپیشه و خواننده اهل ایالات متحده آمریکا بود. وی بین سال‌های ۱۹۶۳ تا ۲۰۱۴ میلادی فعالیت می‌کرد.
از فیلم‌هایی که وی در آن نقش داشته‌است می‌توان به بدبو، عزیزم، بچه را بزرگ کردم، سریع دور شو و عزیزم، بچه‌ها را کوچک کردم اشاره کرد.